# Aftokinitodromos 3
Der Aftokinitodromos 3 / Αυτοκινητόδρομος 3 (griechisch für ‚Autobahn 3‘), auch Odos Kentrikis Elladas genannt, ist eine Autobahn in Zentral- und Nordwestgriechenland, welche teils parallel zur Nationalstraße 3, teils anstelle derselben von Panagia an der Autobahn 2 (Egnatia Odos) nach Lamia führt. Er verbindet damit die Autobahn 1 mit der Autobahn 2. Sie wird bei Fertigstellung die Europastraße 65 für die Strecke von Trikala nach Lamia aufnehmen, welche zurzeit von der Nationalstraße 3 geführt wird.
Die A3 ist als Autobahn mit zwei Richtungsfahrbahnen mit jeweils zwei Fahrspuren und einer Standspur geplant. Es werden 23 Ausfahrten und Kreuzungspunkte (davon zwei Autobahndreiecke jeweils zu Beginn und zum Ende der A3) vorhanden sein. Die Strecke wird Tunnel mit einer Gesamtlänge von 10 km enthalten. 2,5 km werden als einfache Brücken, 6,3 km als Talbrücken ausgeführt.